# Agrochola luteogrisea
Agrochola luteogrisea är en fjärilsart som beskrevs av W. Warren 1911. Agrochola luteogrisea ingår i släktet Agrochola och familjen nattflyn. Inga underarter finns listade i Catalogue of Life.